# Johann Jakob Engel
Pour les articles homonymes, voir Engel.
Johann Jakob Engel est un écrivain et philosophe allemand, né le 11 septembre 1741, dans le duché de Mecklembourg et mort le 28 juin 1802.

## Biographie
Il enseigna pendant 20 ans la morale et les belles-lettres à Berlin (1776-1787) et fut chargé de l’éducation du prince de Prusse (Frédéric-Guillaume III). Puis il fut nommé directeur du théâtre de Berlin, 1787.

## Œuvres
On a de lui le Philosophe du monde, 1775, recueil où l'on trouve des observations pleines de finesse ; une Théorie de la mimique, 1785, ouvrage estimé, traduit en français par Jansen, 1788 ; des comédies et des drames, parmi lesquels on remarque le Fils reconnaissant, et le roman moral de Lorenz Starck. Ses Œuvres ont été publiées à Berlin, 1801-16, 12 v. in-8. Son style se fait remarquer par la pureté.